# Buffy-Lynne Williams-Alexander
Buffy-Lynne Williams-Alexander (ur. 27 marca 1977 w Toronto North York) – kanadyjska wioślarka.

## Osiągnięcia
- Mistrzostwa Świata Juniorów – Poznań 1995 – czwórka bez sternika – 4. miejsce[1].
- Mistrzostwa Świata – Aiguebelette 1997 – ósemka – 2. miejsce[1].
- Mistrzostwa Świata – Kolonia 1998 – czwórka bez sternika – 2. miejsce[1].
- Mistrzostwa Świata – Kolonia 1998 – ósemka – 3. miejsce[1].
- Mistrzostwa Świata – St. Catharines 1999 – ósemka – 3. miejsce[1].
- Mistrzostwa Świata – Sewilla 2002 – dwójka podwójna – 9. miejsce[1].
- Mistrzostwa Świata – Mediolan 2003 – ósemka – 3. miejsce[1].
- Igrzyska Olimpijskie – Ateny 2004 – dwójka bez sternika – 4. miejsce[1].
- Mistrzostwa Świata – Monachium 2007 – ósemka – 6. miejsce[1].
- Igrzyska Olimpijskie – Pekin 2008 – ósemka – 4. miejsce[1].